# Weather Report
 (mars 2018).
Si vous disposez d'ouvrages ou d'articles de référence ou si vous connaissez des sites web de qualité traitant du thème abordé ici, merci de compléter l'article en donnant les références utiles à sa vérifiabilité et en les liant à la section « Notes et références ».
Pour les albums homonymes, voir Weather Report (album, 1971) et Weather Report (album, 1982).
Weather Report est un groupe américain de jazz fusion, formé en 1971 par le claviériste Joe Zawinul, le saxophoniste Wayne Shorter et le contrebassiste Miroslav Vitouš, et dans lequel joue à partir de 1976 le bassiste Jaco Pastorius. C'est l'un des premiers et des plus influents groupes de jazz fusion[réf. nécessaire]

## Historique
Weather Report a été formé à New York en 1971 par le claviériste Joe Zawinul, le saxophoniste Wayne Shorter, ainsi que le bassiste et contrebassiste Miroslav Vitouš. Les deux premiers avaient déjà fait partie de formations avec Miles Davis : Wayne Shorter le premier, au sein du second grand quintet (avec Herbie Hancock, Ron Carter et Tony Williams) à partir de 1964 et Joe Zawinul quant à lui est arrivé sur ses albums plus électriques : In a Silent Way (1969) et Bitches Brew (1970). Dans Weather Report, ils ont été les deux seuls membres fixes tout au long de l'existence du groupe.
Le succès de la formation doit beaucoup à l'arrivée en 1976 de Jaco Pastorius, alors âgé de 25 ans et déjà célèbre, qui propulsera le groupe à un succès planétaire. Peter Erskine  rejoignit le groupe en 1978 à partir de Heavy Weather, ce qui formera donc la composition la plus connue du grand public. 
À l'origine, le groupe compte parmi ses musiciens Miroslav Vitouš, Airto Moreira et Alphonse Mouzon. De nombreux musiciens ont participé au groupe au fil du temps : Peter Erskine, Alex Acuña, Alphonso Johnson, Victor Bailey, Mino Cinelu, Chester Thompson et même Carlos Santana sur leur dernier album. Le batteur Omar Hakim joue sur l'album Procession de 1983, sur lequel il joue aussi la guitare et fait les chœurs.
À la différence de beaucoup de groupes, Weather Report s'est toujours orienté vers une composition d'ensemble, en créant des arrangements complexes, parfois difficiles à différencier des parties improvisées. Chacun des musiciens étant virtuose sur son propre instrument, ils étaient capables aussi bien d'offrir des solos inspirés qu'un gros travail d'accompagnement.

## Discographie

### En studio
- 1971 : Weather Report
- 1972 : I Sing The Body Electric
- 1973 : Sweetnighter
- 1974 : Mysterious Traveller
- 1975 : Tale Spinnin'
- 1976 : Black Market
- 1977 : Heavy Weather
- 1978 : Mr. Gone
- 1980 : Night Passage
- 1982 : Weather Report
- 1983 : Procession
- 1984 : Domino Theory
- 1985 : Sportin' Life
- 1986 : This Is This!

### En concert
- 1972 : Live in Tokyo
- 1978 : Live in Offenbach (2 CDs + DVD, Rockpalast)
- 1979 : 8:30
- 2002 : Live and Unreleased (en), compilations de performances live enregistrées entre novembre 1975 et juin 1983
- 2015 : The Legendary Live Tapes: 1978–1981 (en)

## Hommages
- Un personnage de Stone Ocean, sixième partie du manga JoJo's Bizarre Adventure de Hirohiko Araki, porte comme surnom le nom du groupe.